# Effets biologiques et environnementaux des champs électromagnétiques

Types de rayonnements dans le spectre électromagnétique

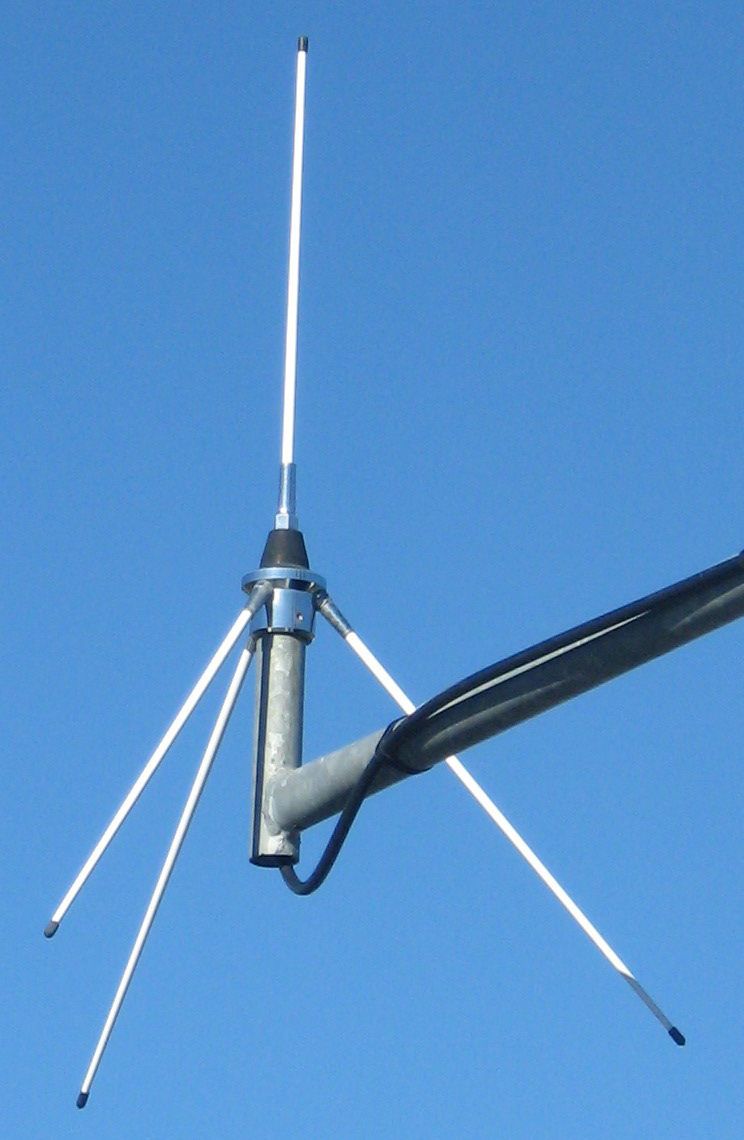
Une antenne GP VHF 3 rayonne des ondes radio dans toutes les directions (Antenne omnidirectionnelle).

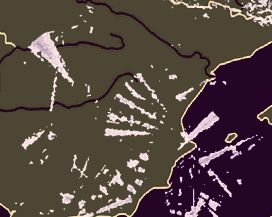
Interférences causées par le WiFi 5 Ghz, vues par un radar météo.

L'effet des rayonnements non ionisants biologiques, sur la santé et sur l'environnement est un sujet de santé publique dans la plupart des pays. Les effets des rayonnements ionisants sur la santé concernent, eux, le domaine de la radiobiologie. Les effets sur l'environnement non vivant concernent le domaine de la compatibilité électromagnétique.
Les transformateurs, les lignes électriques, les moteurs électriques créent des champs électriques et magnétiques basses fréquences nécessaires au transfert ou à la conversion de l'énergie électrique.
Les appareils et réseaux de radiocommunication (téléphones portables, smartphones, téléphone domestique sans fil, Wi-Fi, antenne-relais de téléphonie mobile, émetteur de radio ou télévision, satellite, NFC...), de radiorepérage (radar) et les chargeurs sans fil émettent volontairement des ondes radiofréquences (RF), qui sont des rayonnements non ionisants).
Les lignes directrices internationales sur les niveaux d'exposition aux champs électromagnétiques définies par l'ICNIRP limitent les niveaux d'exposition aux ondes électromagnétiques. Ces limites sont reprises dans la législation Européenne, et dans les normes harmonisées Européennes. Les fabricants (notamment d'équipement de télécommunication sans fil), installateurs et employeurs ont pour obligations de respecter ces limites d'exposition. Le marquage CE est une déclaration du fabricant du respect de l'ensemble de la législation Européenne applicable, y compris en matière d'exposition aux rayonnements électromagnétiques. En France, pour les produits les plus à risque, la valeur de DAS doit obligatoirement être affichée sur la description du produit affichée en magasin, ou en ligne, permettant à l'utilisateur de sélectionner la plus faible valeur d'exposition.
La recherche sur les effets à long terme reste toujours active, mais n'a pu à ce jour établir de lien certain avec une quelconque pathologie lorsque les limites d'exposition sont respectées. Toutefois, des doutes et des craintes restent. Ces craintes sont parfois étayées par des études scientifiques sérieuses, comme celles ayant amené l'Organisation mondiale de la santé à considérer qu'en l'état des connaissances actuelles, les champs de radiofréquences électromagnétiques associés à l'utilisation du téléphone mobile est possiblement cancérogène pour l'Homme.

## Historique de la recherche
Dès les années 1950, à la suite du développement des radars militaires, les effets biologiques des rayonnements non ionisants ont fait l'objet d'études et de limites d'exposition. En 1992, l'ICNIRP, association à but non lucratif, est fondée afin de continuer le travail jusqu'alors dans le giron de l'association international de radioprotection. En tant que commission indépendante, l'ICNIRP est reconnue comme acteur non étatique par l'Organisation mondiale de la santé et l'organisation internationale du travail .
Depuis les années 1990, des scientifiques cherchent un lien supposé entre le rayonnement associé aux antennes de téléphonie mobile ou aux tours de téléphonie cellulaire et une dégradation de la santé humaine.
En 1996, l'Organisation mondiale de la santé créa le Projet international Champs électriques et magnétiques - CEM / EMF (« Electric and Magnetic Fields », en anglais) afin évaluer les preuves scientifiques des effets possibles sur la santé des CEM dans la gamme de fréquences de 0 à 300 GHz. Son rapport déclare que, bien que des recherches approfondies aient été menées sur les effets possibles de l'exposition à de nombreuses fréquences variées, tous les examens effectués jusqu'à présent ont indiqué que, tant que les expositions sont inférieures aux limites recommandées dans les lignes directrices CEM de l'ICNIRP (de 1998, mises à jour en 2020, couvrant la gamme de fréquences de 0 à 300 GHz), de telles expositions ne produisent aucun effet nocif connu sur la santé,.
En 2011, le Centre international de recherche sur le cancer (CIRC), une agence de l'Organisation mondiale de la santé, a classé le rayonnement sans fil dans le groupe 2B – éventuellement cancérigène. Cela signifie qu'il « pourrait y avoir un certain risque » de cancérogénicité, donc des recherches supplémentaires sur l'utilisation intensive à long terme des appareils sans fil doivent être menées. En 2018, alors que plusieurs études universitaires indépendantes démontraient plusieurs types de modifications de l'activité biologique liées aux ondes électromagnétiques, l'OMS déclare : « un grand nombre d'études ont été réalisées au cours des deux dernières décennies pour évaluer si les téléphones portables présentent un risque pour la santé. À ce jour, aucun effet néfaste sur la santé n'a été établi comme étant causé par l'utilisation du téléphone mobile. »

## Exposition
Tout appareil électrique ou électronique émet involontairement ou volontairement des champs magnétiques, électriques ou électromagnétiques.
Le risque lié à l'exposition du public ou du travailleur dépend de plusieurs facteurs tels que : 
- la puissance de la source d'émission (courant dans un fil, sa tension, ou la puissance à l'antenne);
- la capacité de rayonnement de cette source d'émission (le circuit magnétique, la capacité diélectrique, le gain de l'antenne);
- la distance du public ou du travailleur par rapport à la source de rayonnement;
- la durée d'exposition.

Depuis les années 1990, l'utilisation des communications sans fil s'est généralisée. Les sources d'émissions électromagnétiques se sont considérablement multipliées et rapprochées. Le besoins en communication et en portabilité ont par conséquent considérablement accru l'utilisation du spectre radio. Le public et les travailleurs sont donc plus exposés aux champs électromagnétiques qu'il y a une quarantaine d'année.
Par exemple, tout appareil électrique ou électronique (ampoules, chauffage, téléviseur, robot ménager, outillage...) utilisé par le grand public, dès l'origine, est susceptible de rayonner des champs électromagnétiques involontairement ; comme d'ailleurs le réseau de distribution électrique, ainsi que le réseau téléphonique filaire (dont les câblages internes des habitations).
Toutefois, avec les lignes et transformateurs électriques de forte puissance, les appareils les plus à risques sont ceux émettant volontairement des ondes électromagnétiques, tels que les équipements de radiocommunication (téléphone mobile, talkie-walkie, téléphone fixe sans fil, le Wi-Fi, les antenne-relais de téléphonie mobile, Bluetooth, autres accessoires sans fil...), les équipements de radiorepérage (radars, cinémomètre...) et les équipements à transmission d'énergie sans fil (appareils de cuisson à induction, four à micro-ondes, chargeur Qi...). Ces technologies utilisent des fréquences utiles à leur opération.
| Bande de fréquence    | Service/Application |
| --------------------- | --- |
| 50 Hz                 | Fréquence de l'alimentation électrique |
| 9 kHz-30 MHz          | Radio grandes ondes, ondes moyennes et ondes courtes, détecteurs de victimes d'avalanches, systèmes RFID, applications médicales, plaques de cuisson à induction, CPL… |
| 30 MHz-87,5 MHz       | Télédiffusion (bande I), réseaux taxis, pompiers… radioamateurs, microphones sans fil, radars…                                                                         |
| 87,5 MHz-108 MHz      | Bande FM (modulation de fréquence) |
| 108 MHz-136 MHz       | Trafic aéronautique |
| 136 MHz-400 MHz       | Télédiffusion (bande II et III), réseaux professionnels (police, pompiers, SAMU…), vol libre (talkie-walkie), trafic amateur, trafic maritime, radiomessagerie…        |
| 400 MHz-470 MHz       | Balises ARGOS, réseaux professionnels (SNCF, EDF…), télécommandes, télémesure médicale, réseaux cellulaires                                                            |
| 470 MHz-860 MHz       | Télédiffusion bande IV et V |
| 704 MHz-960 MHz       | Téléphonie mobile bandes des 700, 800 et 900 MHz |
| 960 MHz - 1 710 MHz   | Radiodiffusion numérique, faisceaux hertziens |
| 1 710 MHz - 1 880 MHz | Téléphonie mobile, bande 1 800 MHz |
| 1 880 MHz - 1 900 MHz | Téléphonie DECT |
| 1 900 MHz - 2 170 MHz | Téléphonie mobile UMTS |
| 2 400 MHz - 2 500 MHz | Réseaux Wi-Fi, Bluetooth, four à micro-ondes |
| 2 500 MHz - 2 690 MHz | Téléphonie mobile (LTE), bande des 2 600 MHz |
| 3,4 – 3,8 GHz         | Téléphonie mobile (5G NR FR1) |
| 24,25 – 27,5 GHz      | Téléphonie mobile (5G NR FR2) |

### Téléphones mobiles
Un téléphone mobile se connecte au réseau téléphonique via des ondes radio échangées avec une antenne locale et un émetteur-récepteur automatisé appelé station de base cellulaire (site, cellulaire ou tour cellulaire). La zone de service desservie par chaque fournisseur est divisée en petites zones géographiques appelées cellules, et tous les téléphones d'une cellule communiquent avec son antenne. Le téléphone et la tour ont des émetteurs radio qui communiquent entre eux. Étant donné que dans un réseau cellulaire, les mêmes canaux radio sont réutilisés toutes les 'X' cellules, les réseaux cellulaires utilisent des émetteurs de faible puissance pour éviter que les ondes radio d'une cellule ne se répandent et n'interfèrent avec une cellule voisine utilisant les mêmes fréquences.
Les téléphones portables sont limités à une sortie de puissance rayonnée isotrope effective (PIRE, parfois connu sous son acronyme anglais « EIRP ») de 3 watts et le réseau ajuste en permanence l'émetteur du téléphone à la puissance la plus faible compatible avec une bonne qualité de signal, la réduisant à un milliwatt à proximité de la tour cellulaire.
Les émetteurs des canaux de la tour ont généralement une puissance de sortie « PIRE » d'environ 50 watts. Même lorsqu'il n'est pas utilisé, à moins qu'il ne soit éteint, un téléphone mobile émet périodiquement des signaux radio sur son canal de contrôle, pour garder le contact avec sa tour de téléphonie cellulaire et pour des fonctions telles que le transfert du téléphone à une autre tour si l'utilisateur passe dans une autre cellule. Lorsque l'utilisateur passe un appel, le téléphone transmet un signal sur un deuxième canal qui transmet la voix de l'utilisateur.
Les réseaux 2G, 3G, 4G et 5G existants utilisent des fréquences UHF ou micro-ondes basses – 600 MHz à 3,5 GHz. De nombreux appareils sans fil domestiques tels que les réseaux Wi-Fi, les portes automatiques de garage, les babyphones et certains interphones, utilisent cette même plage de fréquences.
La puissance des ondes radio diminue rapidement d'intensité proportionnellement à l'inverse du carré de la distance, à partir d'une antenne émettrice. Ainsi, l'émetteur du téléphone, qui se tient près du visage de l'utilisateur lorsqu'il parle, est une source d'exposition humaine bien plus importante que l'émetteur de la tour, qui se trouve généralement à quelques centaines de mètres de l'utilisateur. Un utilisateur peut réduire son exposition en utilisant un casque, en coupant son téléphone (mode avion ou éteint) ou en l'utilisant plus éloigné de son corps.
Les réseaux cellulaires 5G de nouvelle génération, qui ont commencé à se déployer en 2019, peuvent utiliser des fréquences plus élevées dans ou à proximité de la bande des ondes millimétriques : de 24 à 52 GHz,.
Ces ondes millimétriques sont plus facilement absorbées par les gaz atmosphériques, de sorte que les réseaux 5G utiliseront des cellules plus petites que les réseaux cellulaires précédents, de la taille d'un pâté de maisons (quelques dizaines de mètres). Au lieu d'une tour cellulaire, chaque cellule utilisera un réseau de plusieurs petites antennes montées sur des bâtiments et des poteaux électriques existants. Les premières études suggèrent que les ondes millimétriques pénètrent moins profondément dans les tissus biologiques que les micro-ondes et sont principalement absorbées dans les premiers centimètres de la surface du corps.

### Téléphones sans fil
L'Agence britannique de protection de la santé (HPA) alerte par ailleurs du fait qu'en raison de la capacité de puissance adaptative du téléphone mobile, le rayonnement d'un téléphone sans fil DECT pourrait dépasser le rayonnement d'un téléphone mobile. La HPA explique que si le rayonnement du téléphone sans fil DECT a une puissance de sortie moyenne de 10 mW, il se présente en fait sous la forme de 100 rafales par seconde de 250 mW, une puissance comparable à certains téléphones portables.

### Réseaux sans fil
La plupart des équipements LAN sans fil sont conçus pour fonctionner selon des normes prédéfinies. Les points d'accès sans fil sont souvent situés à proximité ou à l'intérieur d'habitations, de bureaux ou autres lieux fréquentés, mais la chute de puissance à distance est rapide – suivant la loi du carré inverse.
Cependant, les ordinateurs portables sans fil sont généralement utilisés à proximité immédiate du corps. Le Wi-Fi fut lié par ailleurs à l'hypersensibilité électromagnétique ; sur ce sujet des recherches (établies en 2005 et 2008) sur l'hypersensibilité électromagnétique n'ont trouvé aucune preuve systématique à l'appui du ressenti des personnes hyper-électrosensibles,.
Les utilisateurs d'appareils de mise en réseau sans fil sont généralement exposés pendant des périodes beaucoup plus longues que pour les téléphones mobiles et la puissance des appareils sans fil n'est pas significativement inférieure. Alors qu'un téléphone UMTS (Universal Mobile Telecommunications System) peut aller de 21 dBm (125 mW) pour la classe de puissance 4 à 33 dBm (2 W) pour la classe de puissance 1, un routeur sans fil peut aller de 15 dBm (30 mW) jusqu'à 27 dBm (500 mW) sur des appareils « haut de gamme ».
Cependant, là encore, la distance au corps est primordiale pour la mesure des nuisances : les routeurs sans fil sont généralement situés beaucoup plus loin de la tête des utilisateurs qu'un téléphone que l'utilisateur manipule, ce qui entraîne une surexposition électromagnétique moins importante. L'Agence de protection de la santé britannique (HPA) indique que si une personne passe un an dans un endroit doté d'un point d'accès Wi-Fi, elle recevra la même dose d'ondes radio que si elle avait passé un appel de 20 minutes sur un téléphone portable.
La position de la HPA est que « les expositions aux radiofréquences (RF) du Wi-Fi sont susceptibles d'être inférieures à celles des téléphones portables. » Cette agence n'indique également « aucune raison pour que les écoles et autres n'utilisent pas les équipements Wi-Fi. »
En octobre 2007, la HPA a lancé une nouvelle étude « systématique » sur les effets des réseaux Wi-Fi pour le compte du gouvernement britannique. Michael Clark de la HPA affirme que les recherches publiées sur les téléphones portables et les mâts ne constituent pas une mise en accusation directe de la technologie Wi-Fi,.

### Cartographies de l'exposition
En France, conformément à ses missions de respect des valeurs limites d'exposition du public aux champs électromagnétiques, et à un engagement du 4e plan national santé environnement (PNSE 4), l'agence nationale des fréquences (ANFR) a publié en ligne, avec la direction générale de la prévention des risques (DGPR), le CSTB et le prestataire Geomod, un module de visualisation de la simulation des niveaux d'exposition aux champs électromagnétiques à l'échelle nationale (plateforme Cartoradio.fr), aussi disponible via une application mobile. En avril 2025, 130 milliards de points (simulés à 1,5 m au-dessus du sol et en volt par mètre) sont disponibles et actualisés mensuellement pour tenir compte des changements du réseau de téléphonie mobile. Certaines sources (antennes mobiles indoor, dont implantées dans les stations de métro, gares, centres commerciaux, parkings, centres de congrès, etc.) ne sont pas incluses dans cette simulation qui montre que la règlementation est généralement respectée, bien que « des zones d'expositions plus importantes peuvent apparaître localement, notamment en présence de relief ou en milieu urbain » ; et « pour accentuer, ce caractère rassurant des résultats, on notera le choix de couleurs violet foncé (exposition faible) à jaune orange (exposition forte) en passant par le vert tendre (exposition moyenne), moins anxiogènes que la gradation du vert au rouge des cartes de chaleur ».
L'Agence rappelle que seules les mesures réelles faites in situ donnent avec précision le niveau d'exposition réelle, notamment 
à l'intérieur des bâtiments où elles intègrent toutes les ondes (FM, TV, micro-onde…), et que les élus locaux, sur le site mesures.anfr.fr, peuvent demander des mesures d'exposition, ensuite basculées sur le site Cartoradio.fr. En cas de dépassement constaté in situ, l'Agence peut « demander l'arrêt immédiat de l'émetteur radioélectrique concerné et imposer des mesures correctives ». La loi no 2015-136 du 9 février 2015 (dite loi Abeille) parle de « points atypiques » nécessitant des mesures correctives, « comme les lieux où le niveau d'exposition du public aux champs électromagnétiques dépasse substantiellement celui généralement observé à l'échelle nationale ».

## Effets étudiés
Des inquiétudes quant à des risques sur la santé du public concernant l'ensemble des équipements professionnels et d'usage domestique qui mettent en œuvre les technologies de transmission sans-fil à radio fréquence se sont exprimées. Pour y répondre, de nombreuses études ont été entreprises, notamment par l'OMS (Organisation mondiale de la santé) avec le projet CEM sans apporter de preuve convaincante que l'exposition aux champs de radiofréquence ait des effets biologiques mesurables, nocifs ou non, aux niveaux d'intensité rencontrés dans l'environnement.

### Barrière hémato-encéphalique
Une revue de 2010 déclare que « les preuves expérimentales n'appuient pas la thèse d'un effet des champs de radiofréquence » non-thermiques sur la perméabilité de la barrière hémato-encéphalique, mais note que la recherche sur les effets à basse fréquence et les effets chez l'homme est rare. Une étude de 2012 sur les rayonnements à basse fréquence sur les humains n'a trouvé « aucune preuve d'effets aigus du rayonnement à court terme des téléphones portables sur le flux sanguin cérébral »,.

### Cancer
Il n'existe aucun moyen connu par lequel le rayonnement radiofréquence (contrairement au rayonnement ionisant) affecte l'ADN pour provoquer un type de cancer. En 2011, le CIRC, un groupe de travail de l'OMS, classe l'utilisation du téléphone portable comme « peut-être cancérigènes pour les humains (Groupe 2B*) »,. Le CIRC résume alors sa conclusion par : « Les preuves épidémiologiques humaines étaient mitigées. Plusieurs études de taille modeste de cas-témoins précoces furent considérées comme « non informatives ». Une vaste étude quantitative n'a montré aucune augmentation pertinente du risque de tumeurs, mais elle manquait d'informations sur le niveau d'utilisation du téléphone portable et il existait plusieurs sources potentielles d'erreur de classification de l'exposition. L'essentiel des preuves provenait des rapports de l'étude INTERPHONE, une très grande étude cas-témoin internationale multicentrique et une grande étude cas-témoin distincte en Suède sur les gliomes et les méningiomes du cerveau et les neurinomes de l'acoustique. Bien qu'affectées par un biais de sélection et un biais d'information à des degrés divers, ces études ont montré une association entre le gliome et le neurinome de l'acoustique et l'utilisation du téléphone portable ; spécifiquement chez les personnes faisant l'utilisation cumulative la plus élevée de téléphones portables, chez les personnes qui avaient utilisé des téléphones portables du même côté de la tête que celui sur lequel leur tumeur s'était développée, et chez les personnes dont la tumeur se trouvait dans le lobe temporal du cerveau (la zone du cerveau qui est le plus exposé aux rayonnements RF lorsqu'un téléphone sans fil est utilisé près de l'oreille) ». Malgré ces conclusions, le CDC (États-Unis) déclare  qu'aucune preuve scientifique ne permet de déterminer avec certitude si l'utilisation du téléphone portable cause le cancer,.
En 2007 une étude israélienne financée en partie par l'OMS a mis en évidence un risque de tumeur de la glande parotide accentué chez les personnes utilisant leur téléphone mobile plus de 45 minutes par jour, mais sans démontrer de causalité entre exposition et développement de tumeurs. Ainsi, le directeur de l'étude, Sigal Sadetski, rappelle que « les résultats d’une seule étude épidémiologique ne constituent pas une base suffisamment solide pour conclure à une relation de cause à effet. Des investigations supplémentaires sur cette association, avec des temps de latence plus importants et un plus grand nombre de gros utilisateurs sont nécessaires pour confirmer nos conclusions ».
Une étude publiée auparavant (en 2009) et analysant l'évolution du nombre des tumeurs cérébrales entre 1974 et 2003 au Danemark, en Finlande, en Norvège et en Suède ne montre pas non plus d'augmentation de cancers du cerveau qui pourrait être liée à l'usage du téléphone mobile.
Une vaste étude épidémiologique menée sur le téléphone mobile et la santé, portant sur plus de 10 700 personnes, l’étude « Interphone », dont les premiers résultats ont été publiés en mai 2010 dans la revue International Journal of Epidemiology ne montre pas de corrélation entre l'utilisation du téléphone mobile et le risque de tumeurs cancéreuses au niveau du cerveau : « aucune augmentation du risque de gliome ou de méningiome n’a été observé en relation avec l’utilisation du téléphone mobile. Une augmentation du risque de gliome a été suggéré aux niveaux d’exposition les plus élevés, toutefois des biais et des erreurs empêchent d’établir une interprétation causale ».
Dans une déclaration de 2018, la Food and Drug Administration des États-Unis a déclaré que « les limites de sécurité actuelles sont fixées pour inclure une marge de sécurité de 50 fois par rapport aux effets observés de l'exposition à l'énergie radiofréquence ».
Le 1er novembre 2018, le National Toxicology Program (États-Unis) publie la version finale de son étude sur des rats et des souris, menée sur une dizaine d'années. Ce rapport conclut après l'examen avec une déclaration mise à jour selon laquelle « il existe des preuves claires que les rats mâles exposés à des niveaux élevés de rayonnement radiofréquence (RFR) comme ceux utilisés dans les téléphones portables 2G et 3G ont développé des tumeurs cardiaques cancéreuses. (...) Il y avait également des preuves de tumeurs dans le cerveau et la glande surrénale des rats mâles exposés. Pour les rats femelles et les souris mâles et femelles, les preuves étaient équivoques quant à savoir si les cancers observés étaient associés à l'exposition aux RFR. » Une analyse des résultats préliminaires de l'étude a fait valoir qu'en raison de problèmes tels que l'apparition incohérente de « signaux de danger » au sein et entre les espèces et les risques accrus de faux positifs en raison de la multiplicité des tests, les résultats positifs observés sont plus probablement « dus au hasard ». Les résultats complets de l'étude ont été publiés pour examen par les pairs en février 2018.
Une étude de 2021 trouve des preuves « limitées » mais « suffisantes » sur les fréquences radio de l'ordre de 450 MHz à 6 000 MHz comme étant liées aux gliomes et aux neurinomes auditifs chez l'homme, concluant cependant également que « les preuves ne sont pas encore suffisamment solides pour établir une relation directe ». Aucune conclusion n'a pu être tirée pour des fréquences plus élevées en raison de l'absence d'études adéquates.

### Fertilité et reproduction
Une baisse de la qualité du sperme masculin a été observée sur plusieurs décennies et dans plusieurs études,,. Les études sur l'impact du rayonnement mobile sur la fertilité masculine sont contradictoires et les effets du rayonnement électromagnétique de radiofréquence (RF-EMR) émis par ces appareils sur les systèmes reproducteurs font actuellement l'objet d'un débat animé – notamment influencé par des acteurs industriels du secteur de la téléphonie,,,. Une revue de 2012 a conclu que «ensemble, les résultats de ces études ont montré que RF-EMR diminue le nombre et la motilité des spermatozoïdes et augmente le stress oxydatif »,. Une étude de 2017 portant sur 153 hommes ayant fréquenté une clinique de fertilité universitaire à Boston, dans le Massachusetts, révèle que l'utilisation « autodéclarée » du téléphone portable n'était pas liée à la qualité du sperme et que le fait de porter un téléphone portable dans la poche du pantalon n'était pas lié à la qualité du sperme.
Un examen de 2021 a conclu que les fréquences radio 5G étaient de l'ordre de 450 MHz à 6 000 MHz affectent la fertilité masculine, peuvent affecter la fertilité féminine et peuvent avoir des effets néfastes sur le développement des embryons, des fœtus et des nouveau-nés. Aucune conclusion n'a pu être tirée pour des fréquences plus élevées en raison de l'absence d'études satisfaisantes.

### Hypersensibilité électromagnétique
Certains utilisateurs de téléphones mobiles et d'appareils similaires ont signalé avoir ressenti divers symptômes pendant et après l'utilisation. Les études n'ont pas encore établi de lien entre ces symptômes et l'exposition électromagnétique.

### Métabolisme du glucose
Selon l'Institut national du cancer aux États-Unis, deux petites études explorant si et comment le rayonnement des téléphones portables affecte le métabolisme du glucose dans le cerveau ont donné des résultats incohérents.

## Exposition des personnes aux champs électromagnétiques

### Effets connus

#### Effets athermiques (effets sensoriels)
Concernant la perception interne de sons, la perception de signaux micro-ondes modulés en tant que sons caractéristiques dont l'origine paraît intra-crânienne est un phénomène qui a d'abord été rapporté dans la littérature ouverte des États-Unis dès avant 1962. Pour produire des sons, des densités de puissance crête allant jusqu'à 80 mW/cm2 peuvent être requises, mais la densité de puissance moyenne est généralement de 5 μW/cm2. Les soviétiques ont étudié ce phénomène pour en déterminer les mécanismes physiologiques sous-jacents et déterminer les paramètres d'irradiation optimaux requis pour évoquer une réponse. Ils ont trouvé que lorsque la fréquence fondamentale du stimulus électromagnétique était comprise entre 2050 et 2500 MHz, le seuil de réaction montait significativement, mais qu'à une fréquence de 3000 MHz il n'y avait pas de réaction dans les centres auditifs. L'intensité moyenne de radiation électromagnétique requise pour évoquer la réponse était moins de 10 mW/cm2 ; il a été conclu que, plutôt que la quantité d'énergie, la fréquence de signal fondamentale constituait le stimulus primaire et que le phénomène observé était de nature sensorielle.
Action des champs très faibles et perception du temps : selon une étude, des volontaires coupés du monde lors d'un séjour au fond des gouffres, ou dans un bunker plombé, voient leur perception du temps ralentir : en 25 jours ils croient en vivre 23. L'exposition au champ très faible de la Terre (de 25 à 60 µ T), suffit à recaler l'horloge interne.
En présence de lumière bleue (c'est-à-dire du matin, celle du soir tirant au rouge), les oiseaux peuvent percevoir la direction du champ magnétique et ainsi s'orienter. « Dans sa cage, le rouge-gorge, se tourne en fonction du champ artificiel d'un aimant, dans la direction supposée du voyage de saison », « tous les oiseaux migrent ne serait ce que de quelques km tous les ans » (citation extraite de La cité des plantes : en ville au temps des pollutions de Marie-Paule Nougaret).
La présence d'un champ électromagnétique excessivement intense et dense entre 0,3 et 6 GHz (200 MHz et 6,5 GHz selon l'OMS) de rayonnement pulsés peut créer des effets auditifs (bourdonnement, cliquètement, sifflement, crépitement…).

#### Effets thermiques
Dès 100 kHz, les champs électromagnétique ont un effet calorifique sur certains tissus corporels. En fonction du type de tissu (tête, tronc, membres), à champ constant, les propriétés diélectriques des tissus définissent l’absorption de plus on moins d'énergie pour une même masse de tissu. Les propriétés diélectriques des tissus sont fonction de la fréquence.
Le principe de l'effet thermique sur certains types de tissus est notamment utilisé par le four à micro-onde.
Chez l'animal, lorsque le niveau d'exposition aux champs RF est excessivement élevé, une diminution de l'endurance, un comportement d'évitement du champ et une baisse de l'aptitude lors des tests psychotechniques ont été observés. Ces conclusions sont transposables à l'Homme lors d'une exposition entraînant l'échauffement de plus de 1 °C de l'ensemble du corps. Potentiellement, l'induction d'un cataracte et diverses autres réponses physiologiques et thermorégulatrices du corps pour faire face à l'échauffement seraient les conséquences d'une telle exposition.

### Effets suspectés ou envisagés

#### Hyper sensibilité électromagnétique (HSEM)
La HSEM serait un trouble sanitaire généré chez certaines personnes par l'exposition à de faibles niveaux de champ électromagnétique. Ces patients présentent dans 10 % des cas des symptômes handicapants pour la vie quotidienne. Des études en laboratoire n'ont pas permis de démontrer une corrélation biologique entre les champs électromagnétiques et la HSEM. L'OMS préconise une approche environnementale (stress, qualité de l'air, conditions de travail), psychologique et psychiatrique pour le traitement de ce trouble.

#### Champs Extrêmement basse fréquence
Depuis plus de trente ans, des centaines d’études ont été réalisées sur les risques des champs électromagnétique EBF.
Sur ces bases, l’OMS écarte le lien entre les lignes de transport d'énergie et les tumeurs infantiles, les cancers de l’adulte, les troubles cardio-vasculaires, les problèmes immunitaires ou nerveux, les dépressions et les suicides.
Pour le cas de la leucémie infantile (en), l’OMS recommande néanmoins d'appliquer des mesures de précaution (ce qui est pour l'OMS différent du principe de précaution), mais raisonnables,.
De 1962 à 1995, le médecin Gerald Draper de l'université d'Oxford et la société Transco, fournisseur d'électricité, ont établi que, pour l'enfant, habiter à moins de 200 m d'une ligne THT, augmentait de 69 % le risque de leucémie. L'étude a porté sur 70 000 enfants, d'Angleterre et du pays de Galles, dont la moitié atteints de cancer. La THT causerait 1 % des cas annuels du royaume.
En 2002, le Centre international de recherche sur le cancer (CIRC) a classé les champs magnétiques EBF dans la catégorie des agents qui sont « peut-être cancérogène pour l'homme » (classification 2B). Ce classement a été justifié par des études épidémiologiques concordantes bien qu'elles n'aient pas pu mettre en évidence une relation de cause à effet. L’OMS invite à poursuivre les recherches : « Les pouvoirs publics et l’industrie doivent promouvoir des programmes de recherche visant à réduire l’incertitude des données scientifiques concernant les effets sanitaires de l’exposition aux champs EBF ». Selon Jacques Lambrozo du Service des études médicales d'EDF-Gaz de France (Paris) : « seule persiste pour les leucémies une interrogation pour les plus hauts niveaux d’exposition ». Les ondes à extrêmement basses fréquences (lignes à haute tension) « pourraient contribuer aux leucémies chez l’enfant », selon le SCENIHR (2007).
Un lien possible avec la maladie d'Alzheimer n'est pas confirmé par les études in vivo et in vitro, pour lesquelles des effets sont montrés, mais à des niveaux d'expositions beaucoup plus élevés.

#### Champs radiofréquences

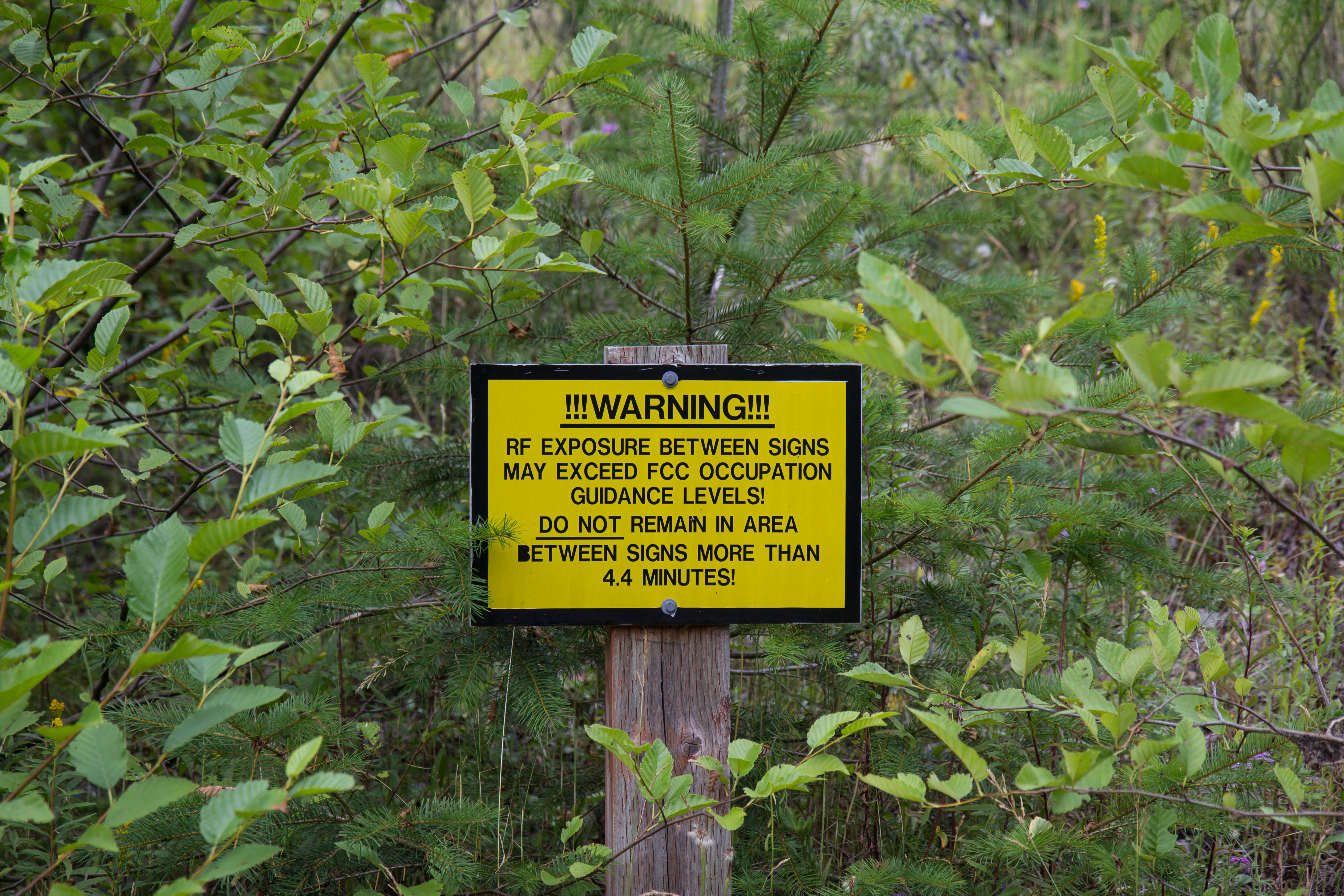
Exemple d'avertissement d'un risque de dépasser les normes d'exposition pour l'Homme :
!!!AVERTISSEMENT!!! L'exposition aux RF (radiofréquence) entre les panneaux peut dépasser les niveaux-guides de la FCC! Ne restez pas dans la zone située entre les panneaux durant plus de 4,4 minutes!

L’exposition aux rayonnements électromagnétiques doit être considérée différemment selon qu'il s'agisse d'un mobile, ou d'une station de base (antenne-relais). Le téléphone portable se caractérise par une puissance émise plus faible qu'une station de base, mais sa proximité immédiate avec le corps, notamment la boite crânienne, fait que la puissance absorbée par l'utilisateur est généralement plus grande avec un mobile qu'avec une station de base. En effet, la station de base émet une puissance forte en sortie, mais le champ perd rapidement de son intensité au fur et à mesure de la distance et est atténué par les murs d’habitation. L'autre différence est qu'un téléphone portable émet un champ électromagnétique principalement lorsque l'appareil est en communication, alors qu'une station de base émet de manière permanente.
Une première étude d'envergure à long terme,, l'étude Interphone, a été menée pendant 10 ans dans 13 pays et publiée en mai 2010. Elle n'a pas trouvé d'augmentation de risque de développer des tumeurs cérébrales, mais dans sa conclusion, appelle à la poursuite des investigations sur les effets à long terme des personnes fortement exposées, au vu des suggestions de ses résultats.
Des études sont toujours en cours dans le but d'évaluer l'impact sur la santé des champs émis par la téléphonie mobile et des antennes-relais. Ces études n’ont pour l’instant pas formellement prouvé d'effets sanitaires. Toutefois, le Centre international de recherche sur le cancer (CIRC) a classé les champs de radiofréquences situées entre 30 kHz et 300 GHz dans sa liste 2B (agents qui sont « peut-être cancérogènes pour l'homme »). L'exposition aux rayonnements radioélectriques provenant de téléphones sans fil et l’apparition de cancers de la tête (gliome et neurinome de l’acoustique) dans les populations humaines sont à l'origine de ce classement. Les stations de bases sont pour l'instant exclues comme origine directe de ces cancers. De la même façon, l'ANSES, dans son rapport d'octobre 2013, conclut à l'absence d'effet de cancérogène chez l'humain, sauf de façon limitée concernant le gliome et le neurinome de l’acoustique chez les personnes fortement exposées, ce qui appelle à la poursuite des investigations.

### Évaluation des risques liés à l’exposition aux champs électromagnétiques
Même si les réglementations en vigueur imposent une exposition des personnes en deçà des effets connus de l'électromagnétisme, tels que l'effet thermique pour les ondes radio et micro-ondes, les dangers d'une exposition pour de faibles puissances ne sont pas à ce jour démontrés scientifiquement. Malgré cela, de nombreuses études de risque ont été lancées afin de déterminer le risque sanitaire ou environnemental dû aux champs électromagnétiques. Les études sur le danger électromagnétique effectuées en laboratoire sont séparées des études épidémiologiques.
Par exemple, dans le monde anglo-saxon, la position officielle de l'Agence britannique de protection de la santé (HPA) est qu' « il n'y a aucune preuve cohérente à ce jour que le Wi-Fi et les WLAN affectent négativement la santé de la population générale », mais aussi que « c'est une approche de précaution sensée ... pour suivre la situation en permanence... ». Dans une déclaration de 2018, la FDA écrit que « les limites de sécurité actuelles sont fixées pour inclure une marge de sécurité de 50 fois par rapport aux effets observés de l'exposition à l'énergie radiofréquence ».

#### Risques biologiques
Certains craignent que l'exposition chronique des individus ou des fœtus à un champ électromagnétique puisse affecter la santé. Notamment sont suspectés l'effet des micro-ondes sur les cellules et d'éventuels effets sur la régulation interne des échanges intra et intercellulaires. Ces derniers sont entre autres régulés par des échanges d'ions, qui, comme les influx nerveux, font intervenir des phénomènes électriques (différences de potentiel d'énergie au travers des parois cellulaires).
Les divers risques font l'objet d'études et de recherche, comme résumé dans les prochains paragraphes.

##### Cancers et effets génétiques
Le rapport no 52 de l'OPECST déposé au Sénat en novembre 2002 analyse le résultat des études sur le développement de tumeurs chez l'animal à la suite de l'exposition en laboratoire aux signaux de téléphonie mobile (exposition corps-entier sur une durée longue : deux ans) comme négatives. L'effet du rayonnement EM sur la mort cellulaire par apoptose s'est révélée négative.
En 2011, une trentaine de scientifiques réunis par l'OMS et par le Centre international de recherche sur le cancer passent en revue l'ensemble des publications scientifiques et classe les ondes électromagnétique dans la classe 2B, celle des agents peut-être cancérigènes pour l'homme. Les scientifiques ont notamment retenu pour établir cette classification une étude de 2004 qui évoque une augmentation du risque de 40 % du gliome, une tumeur du cerveau, pour une utilisation du téléphone portable durant 30 min par jour pendant dix ans.
En 2013, un groupe de travail du Centre international de recherche sur le cancer examine plusieurs centaines d'études épidémiologiques et conclut qu'il existe un lien possible entre l'usage du téléphone portable et l'apparition de gliomes et de neurinomes de l'acoustique (des formes de tumeur du cerveau et d'un nerf de l'audition). Le Figaro indique dans le même article que L'Institut national de prévention et d'éducation pour la santé a mis sur un site internet les recommandations essentielles sur la façon correcte d'utiliser les téléphones portables, en utilisant des oreillettes, en éloignant le téléphone portable de sa tête lorsque les émissions d'ondes sont les plus fortes, etc. Cet article du Figaro est publié en 2014, au moment d'une forte vague médiatique déclenchée par les résultats de l'étude Cerenat sur le lien entre téléphones portables et cancer. Cette étude indique que chez les gros consommateurs de téléphone portable, le risque de certaines tumeurs est multiplié par deux. Mais les résultats de cette étude sont relativisés par leurs auteurs eux-mêmes, une équipe bordelaise, qui indiquent que les tumeurs du système nerveux restent très rares, comparées aux tumeurs de la prostate par exemple,.
Un article du Wall Street Journal de 2016 indique que de nombreuses études n'ont montré aucun lien entre les ondes des téléphones portables et le cancer. Par exemple en mai 2016 est publiée une étude australienne qui montre que le taux des cancers du cerveau n'a pas augmenté depuis l'introduction des téléphones mobiles presque trois décennies auparavant, une observation faite également dans d'autres pays. Néanmoins le sujet principal de l'article du Wall Street Journal est une étude de 25 millions de dollars du gouvernement américain conduite par le Programme national de toxicologie, que le Wall Street Journal estime être l'une des expériences les plus importantes et complètes sur les effets des téléphones portables. Cette étude, évaluée par des pairs, démontre un lien entre l'exposition aux ondes des téléphones mobiles et deux types de cancers, la population observée étant composée de 2 500 rongeurs placés dans un laboratoire souterrain pendant deux ans. L'incidence de ces cancers est « faible », mais Ron Melnick, ancien directeur du Programme national de toxicologie, estime qu'il est désormais impossible de dire qu'il n'y a aucun risque. Le National Institutes of Health, institut ayant participé à la supervision de l'étude, a déclaré: « Il est important de noter que les données d'observation humaine collectées dans des études antérieures à grande échelle basées sur la population ont trouvé des preuves limitées d'un risque accru de développer un cancer ». Selon le Huffington Post, qui a pris connaissance du rapport final publié en février 2018, 5,5 % des rongeurs exposés aux niveaux d'ondes les plus élevés ont développé un type de tumeur « schwannomes malins au niveau du cœur ». Mais seuls les rats mâles ont été touchés. Et le Huffington Post note qu'il en est de même pour ce qui concerne les tumeurs au cerveau : les résultats ne sont pas similaires entre mâles et femelles, ni d'ailleurs entre rats et souris (deux types de rongeurs différents). Par ailleurs, le groupe de contrôle, non exposé, a vécu moins longtemps que les groupes exposés aux ondes, ayant des problèmes aux reins, et les individus des groupes exposés aux ondes ont développé leur tumeur alors qu'ils étaient très âgés. De plus, le Huffington Post estime qu'il ne faut pas tirer de conclusion hâtive de cette étude : les hommes ne sont pas des rongeurs, et ces derniers ont été exposés à des ondes plus puissantes et plus souvent que ne le sont les êtres humains,.

##### Reproduction et développement
Le rapport no 52 de l'OPECST de 2002 conclut sur l'absence de risques pour la reproduction. Une étude non confirmée indique cependant un risque six fois plus élevé de mortalité pour des œufs de poules mis en incubation à proximité d'un téléphone mobile en tentative de connexion permanente.
En 2008, la société de transport d'électricité RTE avait été condamnée par le tribunal de grande instance de Tulle face à un exploitant agricole, à la suite de problèmes sanitaires dans ses élevages bovins et porcins (taux de natalité bas, taux de mortalité infantile élevé), situés à proximité d'une ligne à très haute tension 400 kV. La cour d'appel en 2010 a donné raison à RTE, considérant « qu'il subsiste des incertitudes notables de telle sorte que, compte tenu de l'ensemble des explications et données fournies, il n'apparaît pas que l'existence d'un lien de causalité soit suffisamment caractérisé ».
Il existe dans certains cas pour les élevages des risques de stress important du fait de la proximité d'un réseau électrique (ligne ou réseau domestique). Ce stress est dû aux décharges électriques provoquées par des courants vagabonds (ou parasites). Ce risque existe et ne fait pas débat dans la communauté scientifique, des solutions techniques existent.

##### Système nerveux
Le rapport no 52 de l'OPECST de 2002 cite des études contradictoires sur la perturbation de certaines fonctions cérébrales humaines (temps de réaction, attention, calcul), et animales (manœuvres d'évitement, altération de l'apprentissage). La mémoire et le sommeil ne seraient pas affectés. Des études sur l'animal indiquent une possible « perméabilisation des vaisseaux sanguins du cerveau », pouvant conduire des personnes prédisposées à des crises de migraine.
Cependant une étude de chercheurs allemands citée par la CSC montre que le fait de placer un téléphone mobile à 40 centimètres de la tête de sujets endormis entraîne « une diminution du sommeil paradoxal, ce qui est négatif pour la santé ».

##### Système cardiovasculaire
D'après le rapport no 52 de l'OPECST de 2002, les études sur les effets des téléphones mobiles sur le système cardiovasculaire humain ou animal (pression artérielle, rythme cardiaque) se sont révélées négatives. Toutefois les personnes équipés d'un stimulateur cardiaque électronique sont concernées par les effets de la pollution électromagnétique sur les équipements électroniques.

##### Système immunitaireetendocrinien
D'après le rapport no 52 de l'OPECST de 2002, le rayonnement des téléphones mobiles n'a pas d'effet significatif sur ces parties et fonctions du corps.

##### Maladies, infections
En juillet 2007, une étude de l'Imperial Center for Environmental Policy suggère une influence des champs électriques sur les risques de maladies respiratoires (asthme) ou infectieuses (allergènes, bactériennes ou virales). Les chercheurs pensent qu'un champ électrique pourrait favoriser la déposition des microparticules de l'air ambiant dans les poumons et dans les cheveux par effet électrostatique. Cette étude est en attente de validation, notamment sur les organismes humains.

#### Risques sanitaires
Les diverses études suivantes cherchent à établir les risques sanitaires liés à l'exposition aux rayonnements électromagnétiques.
1967le docteur Jean-Pierre Maschi « a été l'auteur, au milieu des années 1960 d'une théorie sur la pollution électromagnétique et a découvert une thérapeutique soulageant diverses affections chroniques dont certains rhumatismes et la Sclérose en Plaques ».
juin 2001l'Organisation mondiale de la santé (WHO), chargée de la coordination mondiale des recherches sur les effets des champs électromagnétiques (EMF), publie en juin 2001 une évaluation de son agence CIRC. Les spécialistes se sont fondés sur des études épidémiologiques indiquant une possible augmentation du taux de leucémie de l'enfant de 20 % à 60 % (SIR 1.2 à 1.6) dans le cas d'exposition longue à un champ magnétique moyen compris entre 0,2 et 0,4 µT. De ce fait, les champs électromagnétiques de très basses fréquences ont été ajoutés à la liste des agents qui sont peut-être cancérogènes pour l'homme (liste 2B du CIRC).
novembre 2002l'Office parlementaire d'évaluation des choix scientifiques et technologiques (OPECST) publie le rapport no 52 sur l'incidence éventuelle de la téléphonie mobile sur la santé. Concernant le risque accru de cancer par les téléphones mobiles, le rapport indique que huit études n'ont pas eu de résultats significatifs, et que des études du groupe Hardell ont eu un résultat positif, mais sont sujettes à controverse de par leur méthodologie (p. 32 du rapport). Concernant le risque accru de cancer par les stations de base, les études sont considérées comme délicates du fait de nombreux paramètres en jeu, des études en Grande-Bretagne et en Australie ont eu un résultat positif sur le risque de leucémies des enfants à proximité de stations de télévision et de radio, mais non reproductibles sur toutes les stations. Le rapport conclut à l'absence de preuves.
- Le Centre international de recherche sur le cancer (CIRC) est chargé d'une étude globale Interphone sur le développement de tumeurs chez les personnes ayant utilisé un téléphone mobile intensivement durant les 5 à 10 dernières années[93]. Les premiers résultats (2004-2006) ne concluent pas à un lien entre le téléphone mobile et le développement de gliomes[94]. Un doute a cependant été émis concernant les résultats à long terme (> 10 ans)[95].
- 2003, puis en juin 2007 : l'Office fédéral suisse de l'environnement (OFEV, ex OFEFP) publie un état des lieux des recherches menées sur les rayonnements non ionisants à haute fréquence de faible intensité[96],[97]. Le rapport se fonde sur 200 études scientifiques, et classifie les effets biologiques suivant leur existence et leur importance pour la santé. L'analyse montre une insuffisance des données scientifiques dans le domaine des intensités faibles. Toutefois des résultats provisoires se dégagent : la possibilité d'un risque accru de tumeurs au cerveau par l'utilisation de téléphones mobiles (puissance de 20 mW-2 W/kg), bien qu'aucune étude concluante ne concerne les stations de base de téléphonie mobile, la possibilité d'une modification passagère ou durable du matériel génétique de certaines cellules (puissance de 0,3 W/kg, conséquences inconnues pour le fonctionnement des cellules). L'analyse insiste sur les problèmes inhérents aux études épidémiologiques lancées jusqu'en 2007 : absence d'établissement d'un lien causal entre les effets observés et les rayonnements EM, choix des échantillons de la population et des méthodes de recherche, pas d'évaluation de l'exposition quotidienne de la population, peu d'études à long terme. La conclusion de l'étude indique qu'aucun élément scientifique ne peut remettre en cause les valeurs limites de la Commission internationale de protection contre les rayonnements non ionisants (ICNIRP), ni que ces valeurs constituent une protection suffisante pour la population. L'OFEV préconise le maintien du principe de précaution et d'accentuer la recherche.
- 2007 : le rapport Bioinitiative[98], paru le 31 août 2007, dit affirmer la nocivité des émissions « type téléphonie mobile » (téléphone mobile, antennes relais GSM, UMTS, ondes Wi-Fi, WiMAX, Bluetooth, téléphone sans fil DECT...) pour la santé. Publié par le Bioinitiative Working Group, groupe d'experts indépendants, le rapport est pris en compte par l’Agence européenne de l’Environnement[99]. Il est contesté par certaines agences, telles qu'EMF-Net, Danish National Board of Health, l'Office fédéral allemand de radioprotection, le Conseil de santé des Pays-Bas et surtout pour le conflit d'intérêts patent de son principal éditeur et auteur dans le marché de « l'atténuation » des champs électromagnétiques[100]. Ce rapport est très médiatisé car utilisé comme base « scientifique » principale pour les associations militantes[101],[102].
- 15 octobre 2009 : l'Agence française de sécurité sanitaire de l'environnement et du travail (AFSSET) publie un rapport[103] d’expertise collective et de « mise à jour de l’expertise relative aux radiofréquences » à la suite d'une saisine no 2007/007 ; « l'analyse des études les plus récentes confirme que l'exposition du public aux champs électromagnétiques de radiofréquences due aux antennes relais de téléphonie mobile n'engendre pas de risques sanitaires identifiés pour la population riveraine »[104]. L'étude produit de nombreuses recommandations pour combler les lacunes et incertitudes de connaissance[105]
- 18 mai 2010 : un communiqué de presse du ministère de la santé porte[106] sur l'étude INTERPHONE (enquête cas-témoin faite dans 15 pays sur des personnes ayant utilisé le téléphone mobile durant dix ans ou plus. Selon le ministère, l'étude a mis en évidence :
- « une légère réduction du risque des tumeurs […] il est probable que ceci soit dû à un biais dans l’étude » ;
 l'absence d'« augmentation du risque de ces tumeurs dix ans ou plus après le début de l’utilisation du téléphone mobile » ; 
- « une augmentation du risque de gliome pour les utilisateurs les plus intensifs du téléphone mobile », en notant que des taux de douze heures par jour ont été cités pour dix ans ou plus, ce qui incite à interpréter ces résultats avec prudence. le communiqué conclut « à l'absence de mise en évidence d’augmentation de risque liée à l’utilisation d’un téléphone portable » et à des résultats s'inscrivant « donc dans la ligne de l’ensemble des expertises nationales et internationales sur le sujet ». Ces données ayant été collectées quand l’utilisation du téléphone portable était moins intense, il est décidé de poursuivre la recherche, via la fondation santé-radiofréquences au sein de l’Agence française de sécurité sanitaire de l’environnement et du travail (et deux millions d’euros par an annoncés). Le gouvernement maintient les recommandations existantes concernant l'oreillette ; une limitation de la durée de communication ; pendant l’usage du mobile afin d’éviter des augmentations transitoires de puissance.
- 31 octobre 2017 : selon des données fournies par l'Association de conseil scientifique océanienne sur les radiofréquences, la majorité des études expérimentales portant sur les paramètres du stress oxydatif relatif aux champs électromagnétiques de radiofréquences ont montré des résultats significatifs[107],[108]. Il a été affirmé que les rayonnements électromagnétiques de radiofréquence, étant des rayonnements non ionisants, ne possèdent pas suffisamment d'énergie photonique pour endommager l'ADN ; cependant, leur génotoxicité potentielle sur l'homme a été montrée par modèles murins[109],[108].
- 22 juin 2019 : l'Appel international des scientifiques sur les CEM est lancé par 244 scientifiques de 41 pays, s'opposant à l'idée que le déploiement des technologies sans fil ne présenterait aucun risque pour la santé aux niveaux d'exposition aux radiofréquences non thermiques autorisés depuis les directives de la Commission internationale de protection contre les rayonnements non ionisants établies dans les années 1990 sur la base de la conviction que seuls les effets thermiques aigus seraient dangereux[108].

### Risques environnementaux sur la faune
L'épidémiologiste américain George Carlo, membre de l'initiative Safe Wireless Initiative et d'autres, craignent que les champs électromagnétiques artificiels soient - pour partie au moins - à l'origine de la disparition des abeilles constatée simultanément sur plusieurs continents et depuis quelques années (d'autres hypothèses, qui ne sont pas incompatibles avec celle-ci ont été évoquées ; pesticides, virus, pollens de plantes OGM sécrétant du Bt qui affecterait l'immunité des abeilles…). Le syndrome d'effondrement des colonies d'abeilles semble correspondre à une incapacité des abeilles à retrouver leur colonie et non directement lié à l'importance de l'exposition à des pesticides. Il s'est développé au même rythme que celui de la téléphonie mobile. L'expérience d'un apiculteur suisse révèlerait que la population des ruches aurait été décimée après une exposition de douze colonies d'abeilles à une distance de 200 mètres d'une antenne-relais de l'entreprise de téléphonie mobile Swisscom. La moitié des abeilles présentes au début de l'expérience seraient mortes. Une étude du Centre agroscope de Posieux mentionne l'absence de lien entre la mort des abeilles et les antennes relais en général. Le réseau Bee-secured spécialisé dans la bio surveillance et la recherche des perturbateurs des abeilles étudie en continu la corrélation entre abeille et rayonnement électromagnétique sur 30 000 ruches déployées en Europe.
Les animaux d'élevage seraient plus sensibles que l'homme aux ondes électromagnétiques et notamment à des phénomènes parasites électriques. Ceux-ci peuvent le plus souvent (mais pas toujours) être corrigés par la mise en conformité électrique des bâtiments d'élevage.

#### Boussole des oiseaux
Chez l'animal sauvage, il a été démontré dans les années 1970 que les oiseaux ont une « boussole magnétique interne » qui leur permet de ressentir le champ magnétique terrestre,,,,. Cette « boussole » peut être chez certaines espèces « étalonnée » grâce à la lumière polarisée du soleil ou de la lune, ce qui est important pour la survie des oiseaux nocturnes ou migrant de nuit. Des chercheurs ont montré en 2011 que le rouge-gorge qui est diurne (mais migre de nuit) possède un tel compas, associé à son système de vision. On a aussi montré (en 2012) que tous les oiseaux nocturnes en possèdent.
Le rouge-gorge familier a été utilisé pour des tests de vulnérabilité au smog électromagnétique (étude en double-aveugle) par une équipe de chercheurs allemands et anglais de l’université d'Oldenburg (Allemagne) qui a publié ses conclusions dans la revue Nature en mai 2014,. Plusieurs expériences montrent que la boussole interne du rouge-gorge semble désorientée par certains champs électromagnétiques. Les auteurs ont testé les capacités à s'orienter de l'animal exposé à des champs de 50 kHz à 5 MHz (différence d'environ deux ordres de grandeur) et donc à des intensités similaires à celles issues d'équipements radio AM (modulation d’amplitude) ou de matériels de surveillance électronique, c'est-à-dire d'intensité 1 000 fois moindre que celles des téléphones mobiles, mais 400 fois plus intenses que celle d'une ligne à haute tension
Sa capacité d'orientation disparaissait quand l'oiseau était placé dans une cage de bois, mais non dans une cage de Faraday reliée au sol (où l'oiseau perçoit le champ magnétique terrestre et s'oriente alors sans difficulté vers sa direction migratoire). De même dès que l'on supprimait la mise à la terre de la cage métallique ou que l'on introduisait un émetteur de champ électromagnétique à large bande dans la cage métallique, l'oiseau perdait de nouveau sa capacité à s'orienter.
Les auteurs concluent que ces champs sont la cause d'une désorientation migratoire globale ; et ils alertent sur le fait que cet effet nuisible existe pour toute la gamme de fréquence et que ce sont les champs magnétiques de faible intensité dans les gammes d'ondes moyennes qui avaient le plus d'effet lors de l'expérimentation.
En 2021, des chercheurs du CNRS et d'une université de Cincinnati ayant travaillé sur la protéine cryptochrome servant à guider les oiseaux migrateurs ont testé le rôle des cryptochromes dans certaines réactions liées aux champs électromagnétiques. Ces expériences permettent de supposer que « Il est concevable que la leucémie associée aux lignes électriques 50 Hz, la génération d'ERO par les PEMF et la magnétoréception des animaux soient mécaniquement similaires - chacune nécessitant la présence de cryptochrome... » le cryptochrome humain CRY1 affectant les rythmes circadiens et celui CRY2 affectant la rétine. Ces expériences ne sont pas encore reproduites.

Le smog électromagnétique urbain pourrait avoir un effet sur d'autres espèces estiment les auteurs, ce que d'autres études pourraient confirmer. Ce phénomène n'est pas encore bien expliqué ; pour Hervé Cadiou 

« l’animal se servirait du cryptochrome pour s’orienter, un photorécepteur capable de détecter la lumière et le champ magnétique terrestre. Une autre piste réside dans la fonction des cristaux de magnétite, des petits aimants présents dans le cerveau. Quoi qu’il en soit, les recherches doivent continuer pour confirmer ou infirmer ces hypothèses. »

### Polémiques sur la prise en compte des risques
Selon les nombreuses associations militantes, les risques environnementaux ou sanitaires auxquels les populations sont exposées seraient très rarement anticipés, l'exposition précède souvent les études comme dans le cas de la dissémination de produits chimiques ou l'exposition aux ondes électromagnétiques.
Certains organismes seraient discrédités de par des affaires rendues publiques, de par la mise en doute de l'indépendance et l'impartialité des experts chargés de l'évaluation des risques, vis-à-vis des intérêts économiques en jeu :
- l'AFSSET, d'après un rapport de l'IGE et l'IGAS[130],[131]

### Débat passionné
Avec des études scientifiques contradictoires, et les biais possibles des études épidémiologiques et de leur contradicteurs, le débat continue. Barnabas Kunsch, du Centre autrichien de recherche de Seibersdorf, résume ainsi la question : « l’absence de preuve d’un effet nocif ne semble pas suffire aux sociétés modernes. Ce que l’on exige avec de plus en plus d’insistance, c’est davantage la preuve de son absence ».

#### Initiatives contradictoires
Ainsi, des associations telles que Priartem, le Criirem ou l'Association santé environnement France (ASEF) militent pour des normes réglementaires plus contraignantes, ou encore des chercheurs américains, nordiques, autrichiens et chinois dans le cadre du controversé rapport Bioinitiative publié fin août 2007. L’analyse faite par diverses grandes institutions de ce rapport (réseau EMF-Net, programme européen de recherche et de développement technologique, le Danish National Board of Health, l’Office fédéral allemand de radioprotection, le Conseil de santé des Pays-Pays) en réfute la qualité.
Le rapport d’octobre 2009 de l’Agence française de sécurité sanitaire de l'environnement et du travail (Afsset) en analyse ainsi le contenu : « les différents chapitres du rapport sont de rédaction et de qualité inégales. Certains articles ne présentent pas les données scientifiques disponibles de manière équilibrée, n’analysent pas la qualité des articles cités ou reflètent les opinions ou convictions personnelles de leurs auteurs (…), il revêt des conflits d’intérêts dans plusieurs chapitres, ne correspond pas à une expertise collective et est écrit sur un registre militant. » Ce rapport Bioinitiative très médiatisé et est à l’origine de quelques décisions judiciaires récentes, contre lesquelles l’Académie de médecine française s'est insurgée en mars 2009.
La commission européenne, de son côté, mandate régulièrement des groupes d’experts, qui n’ont pas proposé à ce jour de révision des valeurs limites.
En France, depuis 2009, devant l'inquiétude d'une tranche de la population, le gouvernement a engagé le débat et a organisé le Grenelle des ondes.

#### Indépendance des experts
L'indépendance des experts dans les groupes d'études et de recherche est souvent décriée par exemple par Louis Slesin dans la revue Microwave News et dans des revues scientifiques, d'oncologie notamment, par exemple mi-2020 par Lennart Hardell ou Michael Carlberg. Pour pouvoir trancher sur un sujet donné, sans suspicion de défendre ses intérêts, il semble important que les chercheurs et laboratoires n'aient aucune relation notamment financière avec l'une des parties impliquées. Par exemple en France, l’AFSSET (ex-AFSSE), a été critiquée dans un rapport de Inspection générale des affaires sociales (IGAS). le rapport souligne en effet que sur les dix membres, un membre a un lien direct et trois autres un lien indirect avec l’industrie du mobile. Même si ce même rapport ne remet pas en cause le travail effectué par l'ensemble du groupe, il est regretté que les procédures prévues n'avaient pas été suivis scrupuleusement.
Il est opposé à la volonté d'indépendance le fait qu'il est peu réaliste de composer un groupe d'experts entièrement indépendant, sans risquer que les compétences de l'un des domaines d'expertise nécessaire à l'étude ne soit insuffisantes, voire manquantes. Il est présenté la nécessité pour une rigueur scientifique plus poussée et des conclusions équilibrées que les experts d'origines industrielles et les experts des pouvoirs publics composent le groupe de recherche.

## Stations

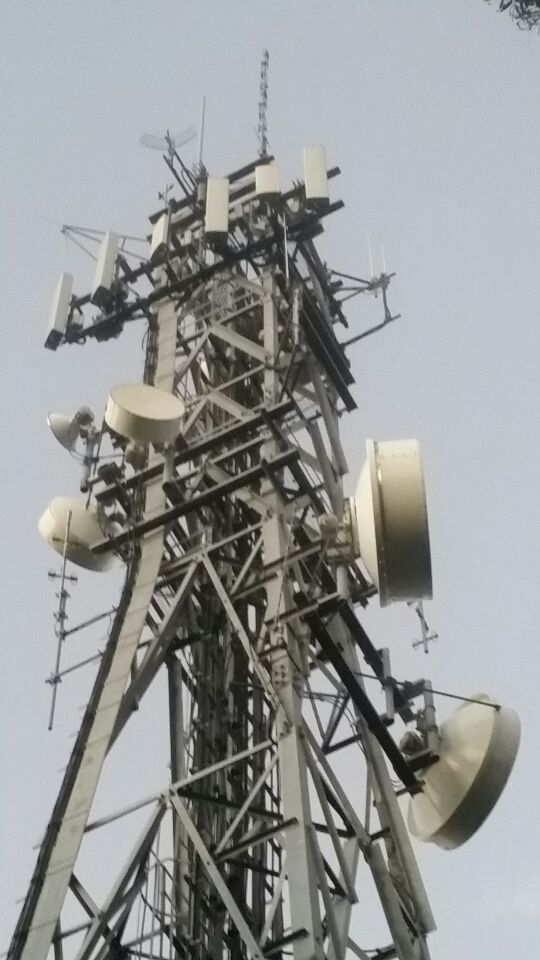
Tour d'antenne mobile cellulaire et UHF avec plusieurs antennes

Les experts consultés par la France ont considéré qu'il est obligatoire que l'axe principal de l'antenne ne soit pas directement devant un lieu de vie à une distance inférieure à 100 mètres. Cette recommandation a été modifiée en 2003, afin de préciser que les antennes situées dans un rayon de 100 mètres des écoles primaires ou des garderies devraient être mieux intégrées dans le paysage urbain ; cette recommandation n'a pas été incluse dans un rapport d'expertise de 2005.
En 2009, l'ANSES, affirme qu'il n'y a pas d'effet à court terme démontré des champs électromagnétiques sur la santé, mais qu'il existe des questions ouvertes sur les effets à long terme et qu'il est facile de réduire l'exposition grâce à des améliorations technologiques.
Une étude de 2020 dans Environmental Research a révélé que « bien que la causalité directe des effets négatifs sur la santé humaine des RFR des stations de base de téléphonie cellulaire n'ait pas été finalisée, il existe déjà suffisamment de preuves médicales et scientifiques pour justifier des problèmes de responsabilité à long terme pour les entreprises déployant des tours de téléphonie cellulaire » et a ainsi recommandé des retraits volontaires des écoles et des hôpitaux.

## Normes sécuritaires et licences
Pour protéger la population vivant autour des antennes ainsi que les utilisateurs de téléphones mobiles, les gouvernements et les organismes de réglementation adoptent des normes de sécurité, qui se traduisent par des limites sur les niveaux d'exposition en dessous d'une certaine valeur. Il existe de nombreuses normes nationales et internationales proposées, mais celle de la Commission internationale de protection contre les rayonnements non ionisants (ICNIRP) est la plus respectée et a été adoptée à ce jour par plus de 80 pays.
Pour les radios, l'ICNIRP propose deux niveaux de sécurité : un pour l'exposition professionnelle, un autre pour la population générale. Des efforts politiques sont toujours d'actualité, afin d'harmoniser les différentes normes existantes.
Des procédures d'octroi de licences de base radio ont été établies dans la majorité des espaces urbains réglementés au niveau municipal/comté, provincial/étatique ou national. Les fournisseurs de services de téléphonie mobile sont, dans de nombreuses régions, tenus d'obtenir des licences de construction, de fournir une certification des niveaux d'émission d'antenne et d'assurer la conformité aux normes ICNIRP et/ou aux législations environnementales.
De nombreux organismes gouvernementaux exigent également que les entreprises de télécommunications concurrentes partagent des tours télécoms afin de réduire l'impact environnemental et cosmétique. Cette question est un facteur influent de rejet de l'installation de nouvelles antennes et pylônes dans les collectivités.
Les normes de sécurité aux États-Unis sont établies par la Federal Communications Commission (FCC). La FCC a basé ses normes principalement sur les normes établies par le National Council on Radiation Protection and Measurements (NCRP), une organisation scientifique à charte qui dépend du Congrès située dans la zone WDC ainsi que l'Institute of Electrical and Electronics Engineers (IEEE), en particulier le sous-comité 4 du Comité international sur la sécurité électromagnétique.
La Fédération helvétique a fixé des limites de sécurité inférieures aux limites de l'ICNIRP pour certaines zones sensibles (salles de classe, par exemple).
En mars 2020, pour la première fois depuis 1998, l'ICNIRP a mis à jour ses directives pour l'exposition aux fréquences supérieures à 6 GHz, y compris les fréquences utilisées pour la 5G. Cette Commission ajouta une restriction sur les niveaux acceptables d'exposition pour l'ensemble du corps, ainsi qu'une restriction sur les niveaux acceptables pour de brèves expositions à de petites régions du corps et a réduit la quantité maximale d'exposition autorisée sur une petite région du corps.

### En Europe
Afin de protéger le public des risques liés aux champs électromagnétiques, l'Union Européenne a publié une recommandation définissant les limites d'exposition du public. Ces valeurs sont basées sur les recommandations de l'ICNIRP. Certains états membres, tel que la France, ont repris ces valeurs dans leur législation nationale.
Pour les appareils, les directives européennes des équipements radio et la basse tension (pour les appareils électriques sans fonction radio) se réfèrent à des normes européennes harmonisées dont les limites sont basées sur les recommandations de l'ICNIRP. Le marquage CE sur le produit est la preuve que le constructeur s'engage à la conformité de son produit aux directives européennes et limites applicables.
Les limites maximales d'exposition en Europe sont principalement fixées pour protéger le public des effets thermiques (élévation de température) des ondes électromagnétiques.
| Appareil concerné                   | Type           | Limite                                  |
| ----------------------------------- | -------------- | --------------------------------------- |
| Antenne                             | Radiodiffusion | 28 V/m                                  |
| Antenne-relais de téléphonie mobile | GSM 900        | 41 V/m                                  |
| Antenne-relais de téléphonie mobile | GSM 1800       | 58 V/m                                  |
| Antenne-relais de téléphonie mobile | UMTS 2100 (3G) | 61 V/m                                  |
| Téléphone mobile                    | DAS            | 2 W/kg (tête et tronc) 4 W/kg (membres) |

Ces valeurs limites d'exposition aux ondes électromagnétiques ont été prises avec une marge de sécurité importante laquelle se situe entre 88 V/m et 197 V/m. Le seuil d'effets sanitaires étant quant à lui compris entre 198 V/m et 615 V/m. Concernant le niveau d'exposition, l'ANFR relevait en 2022 un niveau moyen d'exposition mesuré inférieur à 1V/m sur la base de 60 000 mesures réalisées (hors compteurs communicants).

### Ville de Paris
En février 2017, la Ville de Paris a revu sa charte de la téléphonie mobile datée de 2003, et en particulier son niveau maximum d'exposition aux ondes ce qui selon la mairie fera de Paris « la métropole européenne qui protège le plus les habitants des ondes électromagnétiques » grâce à trois mesures : 
1. Une baisse de 30 % du seuil maximal autorisé d’exposition aux ondes (qui était en 2012 à 7 V/m équivalent 900 MHz dans les lieux de vie fermés, et passera à 5 V/m)[156] ;
2. Un observatoire municipal des ondes, chargé de contrôler le niveau d'exposition dans les haltes garderie, les crèches et les écoles, dans l’espace public et une trentaine d’autres équipements. Cet observatoire sensibilisera le public et pourra initier des études[156] ;
3. des mesures gratuites faites au domicile des parisiens, sur simple demande[156].

### Principauté de Monaco
La gestion des risques liés aux rayonnements électromagnétiques est gérée par la Direction du Développement des Usages Numériques. Dans la principauté, la limite d'exposition est de 4 V/m en extérieur et 6 V/m pour « les lieux publics de passage situés à l’intérieur des bâtiments ». C'est une des limites les plus sévères d'Europe, près de 5 fois en dessous du seuil minimal fixé par l'OMS.
| Appareil concerné                   | Limite                             |
| ----------------------------------- | ---------------------------------- |
| Antenne-relais de téléphonie mobile | 4 V/m à 6 V/m (selon localisation) |

## Précautions

### Principe de précaution
En 2000, l'Organisation mondiale de la santé (OMS) recommande que le principe de précaution puisse s'appliquer volontairement dans le cas des télécommunications. Il suit les recommandations de la Communauté Européenne pour les risques environnementaux. Il en va de même pour l'Agence européenne pour l'environnement. D'autres approches recommandées sont le « principe d'évitement prudent » et une pratique aussi faible que raisonnablement possible.
Bien que toutes ces mesures soient problématiques dans leur application, en raison de l'utilisation généralisée et de l'importance économique des systèmes de télécommunication sans fil dans les civilisations modernes, il existe une application croissante de ces mesures parmi le grand public, bien qu'il soit également prouvé que de telles approches peuvent accroître les inquiétudes. Ils impliquent des recommandations telles que la minimisation de l'utilisation, la limitation de l'utilisation par les populations à risque (par exemple, les enfants), l'adoption de téléphones et de « microcellulaires » avec des niveaux de rayonnement aussi faibles que raisonnablement réalisables, l'utilisation plus large des kits mains libres et des écouteurs Bluetooth l'adoption de normes maximales d'exposition, l'intensité du champ RF et la distance des antennes des stations de base par rapport aux habitations humaines, etc.[réf. nécessaire]
Dans l'ensemble, l'information du grand public reste un défi car diverses conséquences sanitaires sont évoquées dans la littérature et par les médias, exposant les populations de manière chronique à des informations potentiellement fallacieuses ou erronées.

### Mesures de précaution et avis sanitaires
En mai 2011, le Centre international de recherche sur le cancer de l'OMS annonce qu'il classe les champs électromagnétiques des téléphones portables et d'autres sources comme «probablement cancérigènes pour l'homme» et conseille publiquement d'adopter des mesures de sécurité pour en réduire l'exposition, comme l'utilisation de kits mains libres ou de textos.
Certaines autorités nationales de conseil en matière de rayonnement, y compris celles d'Autriche, de France, d' Allemagne et de Suède recommandent des mesures de minimisation de l'exposition de leurs citoyens.
Exemples de recommandations :
- Utiliser un kit mains libres pour diminuer le rayonnement vers la tête.
- Garder le téléphone portable éloigné du corps.
- N'utilisez pas le téléphone dans une voiture sans antenne externe.

L'utilisation du «kit mains libres» n'a pas été recommandée par la British Consumers 'Association dans une déclaration de novembre 2000, car elle estimait que l'exposition était accrue. Cependant, des mesures pour le ministère britannique du Commerce et de l'Industrie et d'autres mesures pour l'Agence française de sécurité sanitaire de l'environnement et du travail ont montré des réductions substantielles d'exposition dues à l'utilisation d'un kit mains libres.
En 2005, le professeur Lawrie Challis et d'autres  que le fait de clipper une perle de ferrite sur un kit mains libres empêcherait les ondes radio de remonter vers la tête via le fil.
L'Autorité de Sureté sur la Radiation et le Nucléaire, d'un côté, et l'Association Française des Opérateurs Mobiles et l’Union Nationale des Associations Familiales de leur côté ont conseillé une utilisation modérée des téléphones portables pour les enfants.
Une publication de Gandhi et al. en 2006 indique que les enfants reçoivent des niveaux plus élevés de taux d'absorption spécifique (SAR). Lorsque les enfants de 5 et 10 ans sont comparés aux adultes, ils reçoivent des niveaux de DAS plus élevés d'environ 153 % – c'est-à-dire deux fois et demi les niveaux des adultes.
De plus, avec la permittivité du cerveau diminuant à mesure que l'on vieillit et le volume relatif plus élevé du cerveau en croissance exposé chez les enfants, le rayonnement pénètre bien au-delà dans la mésencéphale.

#### 5G
La FDA aurait déclaré qu'elle « … continue de croire que les limites de sécurité actuelles pour l'exposition à l'énergie des radiofréquences des téléphones portables restent acceptables pour protéger la santé publique. »
Pendant la pandémie de COVID-19, des informations erronées ont circulé affirmant que les réseaux 5G contribuent à la propagation de COVID-19.

### Produits contrefaits
Des produits ont été vendus censés protéger les gens des rayonnements électromagnétiques des téléphones portables ; aux États-Unis, la Federal Trade Commission a publié un avertissement selon lequel «les escrocs suivent les gros titres pour promouvoir des produits qui jouent sur les informations – et s'en prennent aux personnes concernées.»
Selon la FTC, «il n'y a aucune preuve scientifique que les soi-disant boucliers réduisent de manière significative l'exposition aux émissions électromagnétiques. Les produits qui bloquent uniquement l'écouteur – ou une autre petite partie du téléphone – sont totalement inefficaces car tout le téléphone émet des ondes électromagnétiques.» De tels boucliers «peuvent interférer avec le signal du téléphone, l'amener à consommer encore plus d'énergie pour communiquer avec la station de base et éventuellement émettre plus de rayonnement.»

## Contestation et procès
Certaines associations jugent que les normes d'exposition sont inappropriées, parce qu'elles ne prendraient pas en compte des effets supposés de nature non thermique alors que des spécialistes et des groupes d'experts insistent sur l'absence de preuve des effets non thermiques. Ces associations demandent l'abaissement de la limite d'exposition à 0,6 V/m. Le Conseil de l'Europe recommande quant à lui l'abaissement de la norme à 0,6 V/m puis 0,2 V/m à moyen terme.

### Procès
La judiciarisation de la problématique est dénoncée par les experts scientifiques des rayonnements.
En décembre 2009, un tribunal professionnel italien a jugé en appel qu'une tumeur bénigne du nerf trijumeau était liée à l'usage intensif du téléphone mobile pendant dix ans dans un cadre professionnel,.
Au Royaume-Uni, une action en justice contre la 5G a demandé une révision judiciaire du projet du gouvernement de déployer cette technologie. En cas de succès, le groupe devait être représenté par Michael Mansfield, un éminent avocat britannique. Cette demande a été rejetée au motif que le gouvernement avait démontré que la 5G était aussi sûre que la 4G et que les demandeurs avaient intenté leur action trop tard.

#### France
L’application du principe de précaution à l'installation d'antennes relais fait l’objet de nombreux recours de la part d'associations de riverains, mais les juridictions administratives sont partagées quant à l’éventuelle application de ce principe aux antennes de téléphonie mobile. Le 4 février 2009, la cour d'appel de Versailles a condamné « l'entreprise Bouygues Telecom à démonter sous quatre mois ses antennes relais installées à Tassin-la-Demi-Lune, près de Lyon » en reconnaissant « l'exposition à un risque sanitaire » et en invoquant le « principe de précaution ». Cette jurisprudence a été critiquée par l'Académie de médecine qui estime que la cour d’appel de Versailles s’est appuyée « sur une erreur scientifique manifeste en prenant en compte le « risque démontré » de champs d’extrêmement basse fréquence émis par ces antennes. En réalité, d’une part les antennes de téléphonie mobile émettent exclusivement en haute fréquence ; d’autre part, le risque d’exposition aux champs d’extrêmement basses fréquences n’est pas considéré par le Centre international de recherche sur le cancer (CIRC) comme démontré ».
Le 24 février 2010, la cour d'appel d'Angers a annulé l’ordonnance du tribunal de grande instance d’Angers du 5 mars 2009 qui interdisait la pose des antennes relais sur le clocher d’une église en application du principe de précaution.
Dans son arrêt du 19 juillet 2010, le Conseil d’État énonce que le principe de précaution défini à l'article 5 de la Charte de l'environnement  ne fait pas obstacle à l'implantation d'antennes-relais. Statuant sur un pylône de relais de téléphonie mobile dans le périmètre d'un site classé à Amboise, la plus haute juridiction administrative estime qu'en l'état des connaissances scientifiques sur les risques d'exposition du public aux champs électromagnétiques émis par les antennes de relais de téléphonie mobile, les autorités publiques n’ont pas commis d’erreur d’appréciation des risques en acceptant le projet d’installation qui, selon le Conseil d’État, participe à la mission de service public d'accès de tout le territoire à la téléphonie mobile.

#### États-Unis
Aux États-Unis, des poursuites pour blessures corporelles ont été intentées par des particuliers contre des fabricants (dont Motorola, NEC, Siemens et Nokia) sur la base d'allégations de causalité de cancer du cerveau et de décès.
Dans les tribunaux fédéraux américains, le témoignage d'un expert scientifique doit d'abord être évalué par un juge, lors d'une audience Daubert, pour être pertinent et valide avant d'être recevable en tant que preuve. Dans une affaire de 2002 contre Motorola, les plaignants ont allégué que l'utilisation de téléphones portables sans fil pouvait causer un cancer du cerveau et que l'utilisation de téléphones Motorola avait causé le cancer d'un des plaignants. Le juge a statué qu'aucune preuve scientifique suffisamment fiable et pertinente à l'appui d'un lien de causalité général ou spécifique n'avait été présentée par les demandeurs; il a aussi accepté une requête d'exclusion du témoignage des experts des plaignants et a rejeté une requête en exclusion du témoignage de la défense.